# Dansk Hockey Union
Dansk Hockey Union blev stiftet i 1908 og er det danske forbund for landhockey

## Dansk Hockey Unions historie
Ved Stiftelsen 1908 var der i alt syv klubber, heraf to i København (KH og Orient), en på Bornholm (Hasle), tre på Sjælland (Helsingør, Rungsted og Næstved) og en på Fyn (Nyborg). Af disse 17 klubber eksisterede der i 1923 kun fire endnu; KH, Orient, Kalundborg og Slagelse.
Unionens første formand var oberstløjtnant Harald Hilarius-Kalkau. 
Fra unionens start har der været arrangeret turneringer, dels for herrer, dels for damer, og som noget særligt en turnering for blandede hold (syv herrer og fire damer). 
Allerede i 1913 begyndte man at arrangere internationale kampe. Den allerførste kamp vandt DHU med 4-2. Det var mod det tyske hold Uhlenhorster H.C. Af de 35 kampe som DHU spillede i de første 25 år, blev det kun 11 sejre og tre uafgjort.
De to Olympiske Lege i 1920 og 1928 var betydningsfulde arrangementer i dansk hockey historie. Leder for holdet i 1920 var museumsinspektør Hans Kjær, der i 1919 havde afløst Kalkau som formand.
Resultaterne af de tre kampe blev: to sejre og et nederlag. Sejre over Frankrig 9-1 og Belgien 5-2, men holdet tabte i finalen til England 1-5 og holdet rejste hjem med sølvmedaljer.
Otte år senere var Danmark med igen. Denne gang i Amsterdam. Holdet vandt to sejre og led to nederlag. Det blev til sejre og Schweiz 2-1 og Østrig 3-1, og til nederlag overfor Indien 0-5 og Belgien 0-1.
Det deltog ni nationer (mod fire i Antwerpen). Danmark besatte 5. pladsen efter Indien, Holland, Tyskland og Belgien. England deltog ikke.
Selvom der ikke blev medaljer til Danmark, kom der noget meget væsentligt ud af deltagelsen. Deltagerne så for første gang inderne spille, og lederne lærte de indiske holds træner, Oberst Bruce Turnbull at kende. Når dansk hockey kom ind i en betydelig udvikling, kan vi takke Turnbull og miss Hilda Burr for det. 
I 1927 afløste lektor Poul Jørgensen Hans Kjær som formand for unionen.
I 1932 blev der – af økonomiske grunde – ikke tale om at deltage i olympiaden. Danmark var rimeligt kvalificeret til at deltage i olympiaden i Berlin i 1936. Der var dog, af politiske grunde, ikke udelt begejstring for tanken om at deltage. Men Danmark deltog og tabte til Tyskland 0-6, til Schweiz 1-5, til Japan 1-4 og spillede 6-6 mod Afghanistan. 
Under anden verdenskrig var samarbejde med udlandet udelukket. Det blev dog spillet en landskamp mod Tyskland i 1941. De hjemlige turneringer var besværliggjorte, især kneb det med at komme over Storebælt.
Efter krigen blev det internationale samarbejde genoptaget; Danmark spillede landskamp i anledning af DIFs 50 års fødselsdag i 1946. England vandt en beskeden sejr på 1-0.
Det blev givet grønt lys for deltagelse i olympiaden i London i 1948. FIH seedede Danmark som nummer 7, og Danmark kom i pulje med fire stærke hold. Danmark tabte de tre kampe, men klarede uafgjort 2-2 mod Frankrig. De tre nederlag kom mod Belgien 1-2, Holland (1-4) og Pakistan (0-9). 
I 1949 havde DHU en kort tid en engelsk træner, major Grimstor. Trods FIHs seedning af DHU som nummer seks at 12 nationer, ville Danmarks Olympiske Komité ikke lade holdet deltage i olympiaden i Helsingfors. Det var for dyrt, og komitéen havde ikke så mange penge.
I 1952 engagerede DHU Mrs Chamberlain til at træne de danske damer. 
I december 1953 blev der for første gang spillet indendørs hockey i Danmark.
I 1934 afløste G.P. Harvey Poul Jørgensen som formand. Harvey døde i 1943 efter en trafikulykke. Han afløstes af kontorchef H.P. Frederiksen. H.P. Frederiksen døde i 1951 og afløstes af civilingeniør Henning Holst, der både som spiller og leder var kendt og agtet i den internationale hockeyverden.
I 1957 fik DHU igen en udenlandsk træner til landet. Det var tyskeren Hans Scherbart, der i flere perioder virkede her i landet.

## Formænd i Dansk Hockey Union
- Harald Hilarius-Kalkau	1908-1919
- Hans Kjær		1919-1926
- Poul Jørgensen	1926-1934
- George Peel Harvey	1934-1942
- H.P. Frederiksen	1942-1951
- Henning Holst	1951-1959
- Thormod Thomsen	1959-1977
- Allan Jansen	1977-1988
- Jørgen Ypkendans	1988-1992
- Hanne Johansen	1992-1992
- Hans Peter Hansen	1992-2016
- Peter Nordam	2016-